# Italien i olympiska vinterspelen 2018
Italien deltog i de olympiska vinterspelen 2018 i Pyeongchang, Sydkorea, med en trupp på 117 idrottare (68 män och 49 kvinnor) fördelade på 14 sporter.
Vid invigningsceremonin bars Italiens flagga av short track-åkaren Arianna Fontana.

## Medaljörer
| Medalj | Namn                                                           | Sport                         | Gren                   | Datum            |
| ------ | -------------------------------------------------------------- | ----------------------------- | ---------------------- | ---------------- |
| Guld   | Sofia Goggia                                                   | Alpin skidåkning              | Damernas störtlopp     | 21 februari 2018 |
| Guld   | Arianna Fontana                                                | Short track                   | Damernas 500 meter     | 13 februari 2018 |
| Guld   | Michela Moioli                                                 | Snowboard                     | Damernas boardercross  | 16 februari 2018 |
| Silver | Federico Pellegrino                                            | Längdskidåkning               | Herrarnas sprint       | 13 februari 2018 |
| Silver | Arianna Fontana Lucia Peretti Cecilia Maffei Martina Valcepina | Short track                   | Damernas stafett       | 20 februari 2018 |
| Brons  | Federica Brignone                                              | Alpin skidåkning              | Damernas storslalom    | 15 februari 2018 |
| Brons  | Nicola Tumolero                                                | Hastighetsåkning på skridskor | Herrarnas 10 000 meter | 15 februari 2018 |
| Brons  | Arianna Fontana                                                | Short track                   | Damernas 1 000 meter   | 22 februari 2018 |
| Brons  | Dominik Windisch                                               | Skidskytte                    | Herrarnas sprint       | 11 februari 2018 |
| Brons  | Lisa Vittozzi Dorothea Wierer Lukas Hofer Dominik Windisch     | Skidskytte                    | Mixstafett             | 20 februari 2018 |